# Gulu (plaats)
Gulu is de hoofdplaats van het district Gulu in het noorden van Oeganda.
Gulu telde in 2002 bij de volkstelling 113.144 inwoners.
Gulu is sinds 1999 de zetel van een rooms-katholiek aartsbisdom.